# پسران شگفت‌انگیز (فیلم)
پسران شگفت‌انگیز (انگلیسی: Wonder Boys) فیلمی کمدی-درام به کارگردانی کرتیس هنسن و نویسندگی استیو کلاوز است که در سال ۲۰۰۰ منتشر شده. این فیلم اقتباسی از رمانی به همین نام است.

## بازیگران
- مایکل داگلاس
- توبی مگوایر
- فرانسیس مک‌دورمند
- کیتی هلمز
- ریپ تورن
- رابرت داونی جونیور
- ریچارد توماس
- ریچارد نکس
- جین آدامز
- آلن تودیک
- جورج گریزارد
- کلی بیشاپ
- فیلیپ بوسکو
- مایکل کادیاس